# Xenortholitha propinguata
Xenortholitha propinguata är en fjärilsart som beskrevs av Vincenz Kollar 1844. Xenortholitha propinguata ingår i släktet Xenortholitha och familjen mätare. Inga underarter finns listade i Catalogue of Life.